# Jennifer Westfeldt

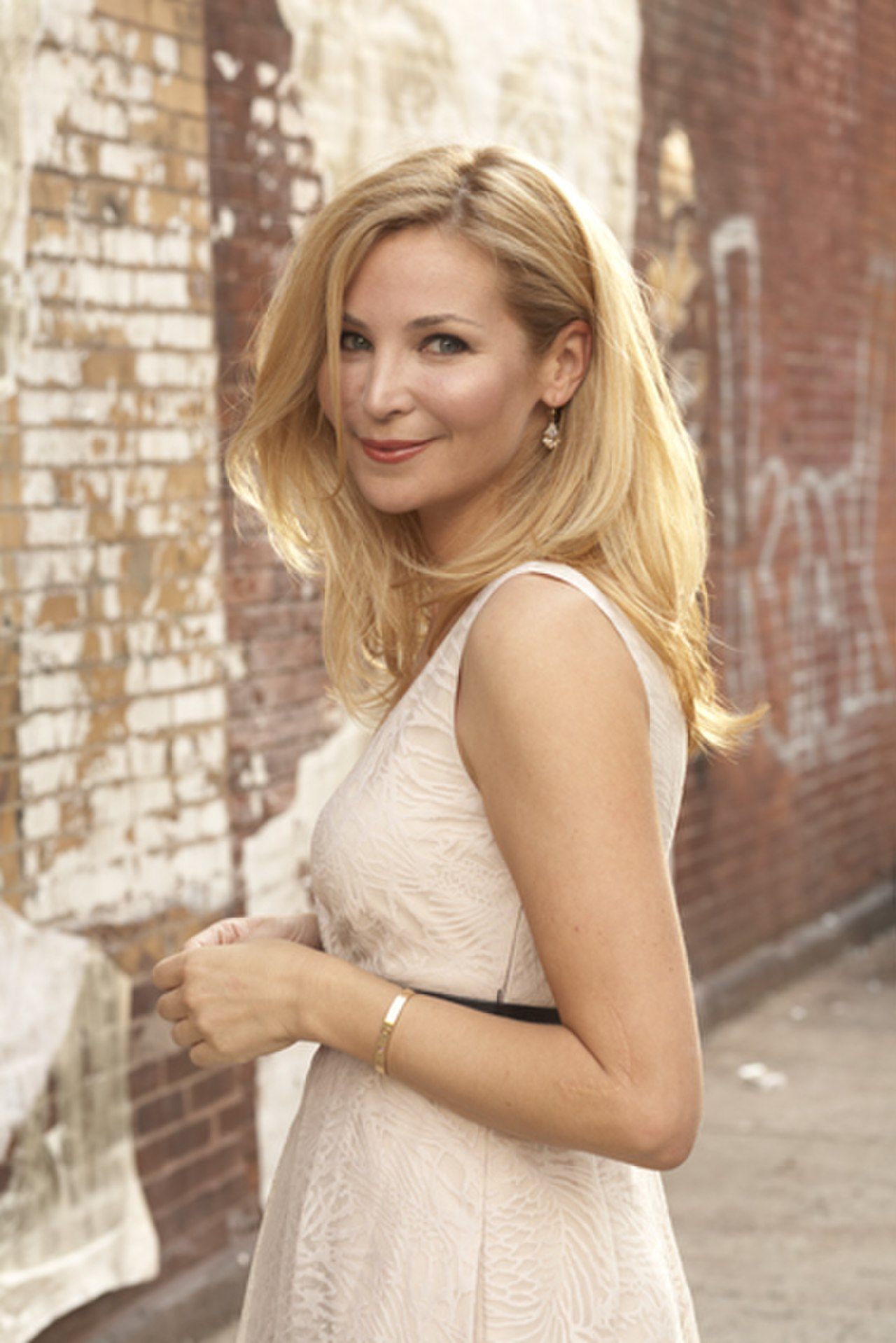
Jennifer Westfeldt, 2009

Jennifer Westfeldt (* 2. Februar 1970 in Guilford, Connecticut) ist eine US-amerikanische Schauspielerin, Drehbuchautorin und Filmproduzentin.

## Leben und Leistungen
Westfeldt hat schwedische Vorfahren. Sie studierte an der Yale University, trat in New York City in einigen Theaterstücken auf und zog nach Los Angeles. Ihre erste Fernsehrolle spielte sie im Jahr 1998 in der ersten Staffel der Serie Ein Trio zum Anbeißen.
Westfeldt schrieb gemeinsam mit Heather Juergensen das Theaterstück Lipschtick, in dem beide Frauen in den Hauptrollen eines lesbischen Liebespaares auftraten. Das Stück wurde als Komödie Kissing Jessica (2001) verfilmt, in der Juergensen und Westfeldt die gleichen Rollen wie im Theaterstück übernahmen; außerdem schrieben sie das Drehbuch und produzierten sie den Film mit. Sie erhielten im Jahr 2001 einen Sonderpreis des Los Angeles IFP/West Film Festivals und wurden im Jahr 2003 für das Drehbuch für den Independent Spirit Award nominiert. Westfeldt gewann zusätzlich für ihre Darstellung im Jahr 2003 den Golden Satellite Award.
Die Rolle im Musical Wonderful Town brachte Westfeldt im Jahr 2004 den Theatre World Award und eine Nominierung für den Tony Award. Im Mystery-Thriller Keep Your Distance (2005) übernahm sie neben Gil Bellows eine der Hauptrollen. Eine weitere Hauptrolle spielte sie in der Komödie Ira and Abby (2006), welcher Drehbuch sie schrieb und die sie mitproduzierte. Diese Rolle brachte ihr im Jahr 2006 den Publikumspreis des Boston Jewish Film Festivals und im Jahr 2007 den Film Discovery Jury Award des U.S. Comedy Arts Festivals.
Westfeldt lebt in Los Angeles und war mit dem Schauspieler Jon Hamm bis September 2015 liiert. Beide gründeten 2009 die Produktionsfirma Points West Pictures.

## Filmografie (Auswahl)
- 1998: Ein Trio zum Anbeißen (Two Guys, a Girl and a Pizza Place, Fernsehserie, Folgen 1x01–1x13)
- 2001: The Gene Pool
- 2001: Kissing Jessica (Kissing Jessica Stein)
- 2004: 50 Ways to Leave Your Lover
- 2005: Keep Your Distance
- 2006: Ira and Abby
- 2007–2010: Ganz schön schwanger (Notes from the Underbelly, Fernsehserie, 23 Folgen)
- 2009: Before You Say 'I Do' (Fernsehfilm)
- 2009: Grey’s Anatomy (Fernsehserie, 3 Folgen)
- 2010: 24 (Fernsehserie, 6 Folgen)
- 2011: Friends with Kids (auch Regie und Produktion)
- 2012: Marla spricht! (Martha Speaks, Fernsehserie, Folge 4x01)
- 2012: Childrens Hospital (Fernsehserie, Folge 4x05)
- 2014: Girls (Fernsehserie, Folge 3x05)
- seit 2017: Younger (Fernsehserie)
- 2023: Parachute
- 2024: Als du mich sahst (The Idea of You, Drehbuch)